# ギー・デメル
ギー・ロラン・ドゥメル（Guy Roland Demel, 1981年6月13日 - ）は、フランス・エソンヌ県オルセー出身の元コートジボワール代表サッカー選手。現役時代のポジションはDF。

## 経歴

### クラブ
フランスのニーム・オリンピックでキャリアをスタートさせた。その後アーセナルFCを経て、ドイツのボルシア・ドルトムントに所属した。2005年にハンブルガーSVに移籍した。2011年8月31日、ウェストハム・ユナイテッドFCに2年契約で移籍した。
2016年9月にCFAのGSコンソラへ加入しフランスに復帰。翌年1月7日、リーグ・ドゥのレッドスターFC93に移籍した。

### 代表
- コートジボワール代表として2004年にデビューを果たした。

## 代表歴

### 出場大会
- コートジボワール代表
  - 2006 FIFAワールドカップ
  - 2010 FIFAワールドカップ

### 試合数
- 国際Aマッチ 35試合 0得点（2004年-2011年）[3]

| コートジボワール代表 | 国際Aマッチ | 国際Aマッチ |
| 年                   | 出場        | 得点        |
| -------------------- | ----------- | ----------- |
| 2004                 | 3           | 0           |
| 2005                 | 3           | 0           |
| 2006                 | 2           | 0           |
| 2007                 | 1           | 0           |
| 2008                 | 7           | 0           |
| 2009                 | 7           | 0           |
| 2010                 | 9           | 0           |
| 2011                 | 3           | 0           |
| 通算                 | 35          | 0           |

## タイトル
ドルトムント
- ブンデスリーガ : 2001-02

ハンブルガー
- UEFAインタートトカップ : 2005, 2007